# Ancylocera
Ancylocera is een kevergeslacht uit de familie van de boktorren (Cerambycidae). De wetenschappelijke naam van het geslacht werd voor het eerst geldig gepubliceerd in 1834 door Audinet-Serville.

## Soorten
Ancylocera omvat de volgende soorten:
- Ancylocera amplicornis Chemsak, 1963
- Ancylocera bicolor (Olivier, 1795)
- Ancylocera bruchi Viana, 1971
- Ancylocera cardinalis (Dalman, 1823)
- Ancylocera michelbacheri Chemsak, 1963
- Ancylocera nigella Gounelle, 1913
- Ancylocera sallei Buquet, 1857
- Ancylocera sergioi Monné M. L. & Napp, 2001
- Ancylocera spinula Monné M. L. & Napp, 2001